# Mikayil Faye
Mikayil Ngor „Mika” Faye (Sédhiou, Senegal, 14. srpnja 2004.) senegalski je nogometaš koji igra kao središnji branič za Rennes i reprezentaciju Senegala.

## Klupska karijera
Faye je kao lijevi stoper Faye počeo igrati u senegalskom Diambarsu s nogometašem Bambom Diengom (igrao za Olympique de Marseille, Lorient). Također je sposoban igrati na poziciji lijevog beka. Povezivali su ga s Olympique de Marseilleom i Stade de Reimsom. Preko nogometnog menadžera Andy Bare, došao je u Hrvatsku i trenirao sa zagrebačkim Dinamom.
Faye je debitirao za Kustošiju u 1. NL 8. ožujka 2023. protiv Orijenta. Prvi prvenstveni pogodak postigao je 22. svibnja 2023. protiv Hrvatskog dragovoljca.
Dana 19. lipnja 2023. pridružio se Barceloni Atlètic, drugoj momčadi Barcelone. Potpisao je ugovor do lipnja 2027. i dobio broj 15. Dana 3. rujna 2023. imao je svoj službeni debi za Barcelonu Atlètic protiv Real Unióna, formirajući duo središnjih braniča s Pelayom Fernándezom.

## Reprezentativna karijera
Faye je izborio osminu finala Svjetskog prvenstva do 17 godina 2019. sa Senegalom.
Zabio je iz velike daljine na svom seniorskom debiju za Senegal 22. ožujka 2024. u prijateljskoj utakmici protiv Gabona.